# Olimpiai érmesek listája gyeplabdában
Ez a lap az olimpiai érmesek listája gyeplabdában 1908-tól 2024-ig.

## Összesített éremtáblázat
(A táblázatokban Magyarország és a rendező nemzet sportolói eltérő háttérszínnel, az egyes számoszlopok legmagasabb értéke vagy értékei vastagítással kiemelve.)
| A nyári olimpiai játékok összesített éremtáblázata gyeplabdában | A nyári olimpiai játékok összesített éremtáblázata gyeplabdában | A nyári olimpiai játékok összesített éremtáblázata gyeplabdában | A nyári olimpiai játékok összesített éremtáblázata gyeplabdában | A nyári olimpiai játékok összesített éremtáblázata gyeplabdában | Olimpia  |
| --------------------------------------------------------------- | --------------------------------------------------------------- | --------------------------------------------------------------- | --------------------------------------------------------------- | --------------------------------------------------------------- | -------- |
|                                                                 | Ország                                                          | Arany                                                           | Ezüst                                                           | Bronz                                                           | Összesen |
| 1.                                                              | Hollandia (NED)                                                 | 8                                                               | 6                                                               | 6                                                               | 20       |
| 2.                                                              | India (IND)                                                     | 8                                                               | 1                                                               | 4                                                               | 13       |
| 3.                                                              | Ausztrália (AUS)                                                | 4                                                               | 4                                                               | 5                                                               | 13       |
| 4.                                                              | Németország (GER)                                               | 4                                                               | 3                                                               | 4                                                               | 11       |
| 5.                                                              | Nagy-Britannia (GBR)                                            | 4                                                               | 2                                                               | 7                                                               | 13       |
| 6.                                                              | Pakisztán (PAK)                                                 | 3                                                               | 3                                                               | 2                                                               | 8        |
| 7.                                                              | Argentína (ARG)                                                 | 1                                                               | 3                                                               | 3                                                               | 7        |
| 8.                                                              | Spanyolország (ESP)                                             | 1                                                               | 3                                                               | 1                                                               | 5        |
| 9.                                                              | NSZK (FRG)                                                      | 1                                                               | 3                                                               | 0                                                               | 4        |
| 10.                                                             | Belgium (BEL)                                                   | 1                                                               | 1                                                               | 1                                                               | 3        |
| 11.                                                             | Új-Zéland (NZL)                                                 | 1                                                               | 0                                                               | 0                                                               | 1        |
| 11.                                                             | Zimbabwe (ZIM)                                                  | 1                                                               | 0                                                               | 0                                                               | 1        |
|                                                                 |                                                                 |                                                                 |                                                                 |                                                                 |          |
| 13.                                                             | Dél-Korea (KOR)                                                 | 0                                                               | 3                                                               | 0                                                               | 3        |
| 14.                                                             | Kína (CHN)                                                      | 0                                                               | 2                                                               | 0                                                               | 2        |
| 15.                                                             | Csehszlovákia (TCH)                                             | 0                                                               | 1                                                               | 0                                                               | 1        |
| 15.                                                             | Dánia (DEN)                                                     | 0                                                               | 1                                                               | 0                                                               | 1        |
| 15.                                                             | Japán (JPN)                                                     | 0                                                               | 1                                                               | 0                                                               | 1        |
|                                                                 |                                                                 |                                                                 |                                                                 |                                                                 |          |
| 18.                                                             | Szovjetunió (URS)                                               | 0                                                               | 0                                                               | 2                                                               | 2        |
| 18.                                                             | Egyesült Államok (USA)                                          | 0                                                               | 0                                                               | 2                                                               | 2        |
| 20.                                                             | Egyesült Német Csapat (EUA)                                     | 0                                                               | 0                                                               | 1                                                               | 1        |
|                                                                 |                                                                 |                                                                 |                                                                 |                                                                 |          |
| Összesen                                                        | Összesen                                                        | 37                                                              | 37                                                              | 38                                                              | 112      |

## Férfiak
| Olimpia              | Arany | Ezüst | Bronz |
| 1908, London         | Nagy-Britannia (GBR) · (Anglia) · Louis Baillon · Harry Freeman · Eric Green · Gerald Logan · Alan Noble · Edgar Page · Reggie Pridmore · Percy Rees · John Yate Robinson · Stanley Shoveller · Harvey Wood | Nagy-Britannia (GBR) · (Írország) · Edward Allman-Smith · Henry Brown · Walter Campbell · William Graham · Richard Gregg · Edward Holmes · Robert L. Kennedy · Henry Murphy · Jack Peterson · Walter Peterson · Charles Power · Frank Robinson | Nagy-Britannia (GBR) · (Skócia) · Alexander Burt · John Burt · Alastair Denniston · Charles Foulkes · Hew Fraser · James Harper-Orr · Ivan Laing · Hugh Neilson · William Orchardson · Norman Stevenson · Hugh Walker |
| 1908, London         | Nagy-Britannia (GBR) · (Anglia) · Louis Baillon · Harry Freeman · Eric Green · Gerald Logan · Alan Noble · Edgar Page · Reggie Pridmore · Percy Rees · John Yate Robinson · Stanley Shoveller · Harvey Wood | Nagy-Britannia (GBR) · (Írország) · Edward Allman-Smith · Henry Brown · Walter Campbell · William Graham · Richard Gregg · Edward Holmes · Robert L. Kennedy · Henry Murphy · Jack Peterson · Walter Peterson · Charles Power · Frank Robinson | Nagy-Britannia (GBR) · (Wales) · Frederick Connah · Llewellyn Evans · Arthur Law · Richard Lyne · Wilfred Pallott · Frederick Phillips · Edward Richards · Charles Shephard · Bertrand Turnbull · Philip Turnbull · James Williams |
| 1920, Antwerpen      | Nagy-Britannia (GBR) · Charles Atkin · John Bennett · Colin Campbell · Harold Cassels · Harold Cooke · Eric Crockford · Reginald Crummack · Harry Haslam · Arthur Leighton · Charles Marcon · John McBryan · George McGrath · Stanley Shoveller · William Smith · Cyril Wilkinson                                                                                       | Dánia (DEN) · Hans Bjerrum · Ejvind Blach · Niels Blach · Steen Due · Thorvald Eigenbrod · Frands Faber · Hans Jørgen Hansen · Hans Herlak · Henning Holst · Erik Husted · Paul Metz · Andreas Rasmussen | Belgium (BEL) · André Becquet · Pierre Chibert · Raoul Daufresne de la Chevalerie · Fernand de Montigny · Charles Delelienne · Louis Diercxsens · Robert Gevers · Adolphe Goemaere · Charles Gniette · Raymond Keppens · René Strauwen · Pierre Valcke · Maurice van den Bemden · Jean van Nerom                                                                                       |
| 1928, Amszterdam     | India (IND) · Richard Allen · Dhyan Chand · Maurice Gateley · William Goodsir-Cullen · Leslie Hammond · Feroze Khan · George Marthins · Rex Norris · Broome Pinniger · Michael Rocque · Frederic Seaman · Ali Shaukat · Jaipal Singh · Sayed Yusuf Kher Singh Gill | Hollandia (NED) · Jan Ankerman · Jan Brand · Rein de Waal · Emile Duson · Gerrit Jannink · Adriaan Katte · August Kop · Ab Tresling · Paul van de Rovaart · Robert van der Veen · Haas Visser 't Hooft · C. J. J. Hardebeck · T. F. Hubrecht · G. Leembruggen · H. J. L. Mangelaar Meertens · Otto Muller von Czernicki · W. J. van Citters · C. J. van der Hagen · Tonny van Lierop · J. J. van Tienhoven van den Bogaard · J. M. van Voorst van Beest · N. Wenholt | Németország (GER) · Bruno Boche · Georg Brunner · Heinz Förstendorf · Erwin Franzkowiak · Werner Freyberg · Theodor Haag · Hans Haußmann · Kurt Haverbeck · Aribert Heymann · Herbert Hobein · Fritz Horn · Karl-Heinz Irmer · Herbert Kemmer · Herbert Müller · Werner Proft · Gerd Strantzen · Rolf Wollner · Heinz Wöltje · Erich Zander · Fritz Lincke · Heinz Schäfer · Kurt Weiß |
| 1932, Los Angeles    | India (IND) · Richard Allen · Muhammad Aslam · Lal Bokhari · Frank Brewin · Richard Carr · Dhyan Chand · Leslie Hammond · Arthur Hind · Sayed Jaffar · Masud Minhas · Broome Pinniger · Gurmit Singh Kullar · Roop Singh · William Sullivan · Carlyle Tapsell | Japán (JPN) · Shunkichi Hamada · Junzo Inohara · Sadayoshi Kobayashi · Haruhiko Kon · Kenichi Konishi · Hiroshi Nagata · Eiichi Nakamura · Yoshio Sakai · Katsumi Shibata · Akio Sohda · Toshio Usami | Egyesült Államok (USA) · William Boddington · Harold Brewster · Roy Coffin · Amos Deacon · Horace Disston · Samuel Ewing · James Gentle · Henry Greer · Lawrence Knapp · David McMullin · Leonard O'Brien · Charles Sheaffer · Frederick Wolters |
| 1936, Berlin         | India (IND) · Richard Allen · Dhyan Chand · Ali Dara · Lionel Emmett · Peter Fernandes · Joseph Galibardy · Earnest Goodsir-Cullen · Mohammed Hussain · Sayed Jaffar · Ahmed Khan · Ahsan Khan · Mirza Masood · Cyril Michie · Baboo Nimal · Joseph Phillips · Shabban Shahab-ud-Din · Garewal Singh · Roop Singh · Carlyle Tapsell                                     | Németország (GER) · Hermann auf der Heide · Ludwig Beisiegel · Erich Cuntz · Karl Dröse · Alfred Gerdes · Werner Hamel · Harald Huffmann · Erwin Keller · Herbert Kemmer · Werner Kubitzki · Paul Mehlitz · Karl Menke · Fritz Messner · Detlef Okrent · Heinrich Peter · Heinz Raack · Carl Ruck · Hans Scherbart · Heinz Schmalix · Tito Warnholtz · Kurt Weiß · Erich Zander                                                                                      | Hollandia (NED) · Henk de Looper · Jan de Looper · Aat de Roos · Rein de Waal · Piet Gunning · Inge Heybroek · Hans Schnitger · René Sparenberg · Ernst van den Berg · Ru van der Haar · Tonny van Lierop · Max Westerkamp |
| 1948, London         | India (IND) · Leslie Claudius · Keshav Dutt · Walter D’Souza · Lawrie Fernandes · Ranganáthan Frenszisz · Gerry Glacken · Akhtar Hussain · Patrick Jansen · Amir Kumar · Kishan Lal · Leo Pinto · Jaswant Singh Rajput · Latif-ur Rehman · Reginald Rodrigues · Balbir Szingh · Randhir Szingh Dzsentl · Grahanándan Szingh · K. D. Singh · Trilochan Singh · Maxie Vaz | Nagy-Britannia (GBR) · Robert Adlard · Norman Borrett · David Brodie · Ronald Davis · William Griffiths · Frederick Lindsay · William Lindsay · John Peake · Frank Reynolds · George Sime · Michael Walford · William White | Hollandia (NED) · André Boerstra · Henk Bouwman · Piet Bromberg · Harry Derckx · Han Drijver · Dick Esser · Roepie Kruize · Jenne Langhout · Dick Loggere · Ton Richter · Eddy Tiel · Wim van Heel |
| 1952, Helsinki       | India (IND) · Leslie Claudius · Meldrik Dalúz · Keshav Dutt · Csinadorai Desmutu · Ranganáthan Frenszisz · Rághbír Lál · Govind Perumal · Muniszvarmi Rádzsgopal · Balbir Szingh · Randhir Szingh Dzsentl · Udham Szingh · Dharam Szingh · Grahanándan Szingh · K. D. Szingh                                                                                            | Hollandia (NED) · Jules Ancion · André Boerstra · Harry Derckx · Han Drijver · Dick Esser · Roepie Kruize · Dick Loggere · Lau Mulder · Eddy Tiel · Wim van Heel · Leonard Wery | Nagy-Britannia (GBR) · Denys Carnill · John Cockett · John Conroy · Graham Dadds · Derek Day · Dennis Eagan · Robin Fletcher · Roger Midgley · Richard Norris · Neil Nugent · Anthony Nunn · Anthony John Robinson · John Paskin Taylor |
| 1956, Melbourne      | India (IND) · Shankar Laxman · Bakshish Singh · Randhir Szingh Dzsentl · Leslie Claudius · Amir Kumar · Govind Perumal · Rághbír Lál · Gurdev Singh · Balbir Szingh · Udham Szingh · Raghbír Szingh Bhola · Charles Stephen · Ranganáthan Frenszisz · Balkishan Singh · Amit Singh Bakshi · Haripal Kaushik · Hardyal Singh                                             | Pakisztán (PAK) · Zakir Hussain · Munir Ahmad Dan · Manzoor Hussain Atif · Ghulam Rasul · Anwar Khan · Noor Alam · Abdul Hamid · Habibur Rehman · Naseer Bunda · Motiullah Khan · Latif-ur Rehman · Akhtar Hussain · Habib Ali Kiddi · Qazi Massarrat Hussain | Egyesült Német Csapat (EUA) · Alfred Lücker · Helmut Nonn · Günther Ullerich · Günther Brennecke · Werner Delmes · Eberhard Ferstl · Hugo Dollheiser · Heinz Radzikowski · Wolfgang Nonn · Hugo Budinger · Werner Rosenbaum |
| 1960, Róma           | Pakisztán (PAK) · Abdul Hamid · Abdul Rashid · Abdul Vahid · Bashir Ahmad · Ghulam Rasul · Anwar Khan · Khursheed Aslam · Habib Ali Kiddie · Manzoor Hussain Atif · Mushtaq Ahmad · Motiullah Khan · Naseer Bunda · Noor Alam | India (IND) · Joseph Antic · Leslie Claudius · Jaman Lal Sharma · Mohinder Lal · Shankar Laxman · John Peter · Govind Sawant · Raghbír Szingh Bhola · Udham Szingh · Csarandzsit Szingh · Jaswant Singh · Joginder Singh · Prithipal Singh | Spanyolország (ESP) · Pedro Amat · Juan Calzado · Francisco Cavaller · José Colomer · Carlos del Coso · José Antonio Dinarés · Eduardo Dualde · Joaquín Dualde · Rafael Egusquiza · Ignacio Macaya · Pedro Murua · Pedro Roig · Luis Usoz · Narciso Ventalló |
| 1964, Tokió          | India (IND) · Harbinder Singh · Shankar Laxman · Mohinder Lal · Haripal Kaushik · Bandu Patil · John Peter · Ali Sayeed · Csarandzsit Szingh · Darshan Singh · Dharam Singh · Gurbux Singh · Jagjit Singh · Joginder Singh · Udham Szingh · Prithipal Singh | Pakisztán (PAK) · Muhammad Afzal · Anwar Khan · Munir Ahmad Dan · Saeed Anwar · Zaka Din · Mohammad Asad Malik · Manzoor Hussain Atif · Khursid Azam · Hamid Abdul II · Zafar Hayat · Khalid Mahmood · Khizar Nawaz · Tariq Niazi · Motiullah Khan · Tariq Aziz · Abdul Rashid | Ausztrália (AUS) · Mervyn Crossman · Paul Dearing · Raymond Evans · Brian Glencross · Robin Hodder · John McBryde · Donald McWatters · Patrick Nilan · Eric Pearce · Julian Pearce · Desmond Piper · Donald Smart · Antony Waters · Graham Wood |
| 1968, Mexikóváros    | Pakisztán (PAK) · Zakir Hussain · Tanvir Dar · Tariq Aziz · Saeed Anwar · Riaz Ahmed · Gulrez Akhtar · Khalid Mahmood · Mohammad Ashfaq · Abdul Rashid · Mohammad Asad Malik · Jahangir Butt · Riaz Uddin · Tariq Niazi · Qazi Salahuddin · Anwar Shah · Fazal Rehman · Farooq Khan · Ahmed Laeeq                                                                       | Ausztrália (AUS) · Paul Dearing · James Mason · Brian Glencross · Gordon Pearce · Julian Pearce · Robert Haigh · Donald Martin · Raymond Evans · Ronald Riley · Patrick Nilan · Donald Smart · Desmond Piper · Eric Pearce · Frederick Quinn · Arthur Busch · Donald McWatters | India (IND) · Rajendra Absolem Christy · Gurbux Singh · Prithipal Singh · Munir Sait · Balbir Singh I · Balbir Singh II · Ajitpal Singh · Krishnamurthy Perumal · Balbir Singh III · Harbinder Singh · Inamur Rehman · Inder Singh · Jagjit Singh · John Peter · Tarsem Singh · Harmik Singh · Gurbaksh Singh · Dharam Singh                                                           |
| 1972, München        | NSZK (FRG) · Eduard Thelen · Peter Trump · Uli Vos · Rainer Seifert · Wolfgang Strödter · Eckart Suhl · Michael Peter · Wolfgang Rott · Fritz Schmidt · Ulrich Klaes · Michael Krause · Peter Kraus · Werner Kaessmann · Carsten Keller · Detlef Kittstein · Wolfgang Baumgart · Horst Dröse · Dieter Freise                                                            | Pakisztán (PAK) · Munawaruz Zaman · Saleem Sherwani · Muhammad Zahid Sheikh · Fazalur Rehman · Shahnaz Sheikh · Abdul Rashid · Mohammad Asad Malik · Akhtarul Islam · Islahuddin · Saeed Anwar · Mudassar Asghar · Jahangir Butt · Iftikhar Syed · Riaz Ahmed · Akhtar Rasool | India (IND) · Mukhbain Singh · Varinder Singh · Harcharan Singh · Harmik Singh · Kulwant Singh · Krishnamurthy Perumal · Ajitpal Singh · Harbinder Singh · Ashok Kumar · Michael Kindo · Galesh Mollerapoovayya · Govinda Billimogaputtaswamy · Charles Cornelius · Manuel Frederick                                                                                                   |
| 1976, Montréal       | Új-Zéland (NZL) · Paul Ackerley · Jeff Archibald · Arthur Borren · Alan Chesney · John Christensen · Greg Dayman · Tony Ineson · Barry Maister · Selwyn Maister · Trevor Manning · Alan McIntyre · Neil McLeod · Arthur Parkin · Mohan Patel · Ramesh Patel · Les Wilson                                                                                                | Ausztrália (AUS) · David Bell · Greg Browning · Rick Charlesworth · Ian Cooke · Barry Dancer · Douglas Golder · Robert Haigh · Wayne Hammond · Stephen Marshall · Jim Irvine · Malcolm Poole · Robert Proctor · Graeme Reid · Ronald Riley · Trevor Smith · Terry Walsh | Pakisztán (PAK) · Munawaruz Zaman · Qamar Zia · Shahnaz Sheikh · Saleem Sherwani · Iftikhar Syed · Saleem Nazim · Abdul Rashid · Hanif Khan · Samiullah Khan · Arshad Mahmood · Islahuddin · Manzoorul Hasan · Manzoor Hussain · Akhtar Rasool · Arshad Ali Chaudry · Mudassar Asghar                                                                                                  |
| 1980, Moszkva        | India (IND) · Chettri Bir Bhadur · Dung Dung Sylvanus · Davinder Singh · Ravinder Pal Singh · Vasudevan Baskaran · Somaya Maneypanda · Maharaj Krishon Kaushik · Mervyn Fernandis · Mohamed Shahid · Zafar Iqbal · Surinder Singh · Schofield Allan · Rajinder Singh · Gurmail Singh · Charanjit Kumar · Amarjit Rana Singh                                             | Spanyolország (ESP) · José Miguel García · Juan Amat · Santiago Malgosa · Rafael Garralda · Francisco Fábregas · Juan Luís Coghen · Ricardo Cabot · Jaime Arbós · Carlos Roca · Miguel Chaves · Juan Arbós · Javier Chabot · Juan Pellón · Miguel De Paz · Paulino Monsalve · Jaime Zumalacárregui | Szovjetunió (URS) · Vlagyimir Plesakov · Vjacseszlav Lampejev · Leonyid Pavlovszkij · Szosz Hajrapetjan · Farid Zigangirov · Valerij Beljakov · Szergej Klevcov · Oleg Zagorodnyev · Alekszandr Guszev · Szergej Plesakov · Mihail Nyicsepurenko · Alekszandr Szicsov · Alekszandr Mjasznyikov · Minneulla Azizov · Viktor Gyeputatov · Alekszandr Goncsarov                           |
| 1984, Los Angeles    | Pakisztán (PAK) · G. Moinuddin · Qasim Zia · Nasir Ali · Abdul Rashid · Ayaz Mehmood · Nacem Akhtar · Kaleemullah · Manzoor Hussain · Hasan Sardar · Hanif Khan · Khalid Hameed · Shadid Ali Khan · Tanqeer Dan · Ishtiaq Ahmed · Salleem Sherwani · Mushtaq Ahmad | NSZK (FRG) · Christian Bassemir · Tobias Frank · Horst-Ulrich Hänel · Carsten Fischer · Karl-Joachim Hürter · Ekkhard Schmidt-Opper · Reinhard Krull · Michael Peter · Stefan Blöcher · Andreas Keller · Thomas Reck · Markku Slawyk · Thomas Gunst · Heiner Dopp · Volker Fried · Dirk Brinkmann | Nagy-Britannia (GBR) · Ian C. B. Taylor · Stephen Martin · Paul Barber · Robert Cattrall · Jonathan Potter · Richard Dodds · William McConnell · Norman Hughes · David Westcott · Richard Leman · Stephen Batchelor · Sean Kerly · James Duthie · Kulbir Bhaura · Mark Precious |
| 1988, Szöul          | Nagy-Britannia (GBR) · Ian C. B. Taylor · Veryan Pappin · David Faulkner · Paul Barber · Stephen Martin · Jonathan Potter · Richard Dodds · Martyn Grimley · Stephen Batchelor · Richard Leman · James Kirkwood · Kulbir Bhaura · Sean Kerly · Robert Clift · Imran Sherwani · Russell Garcia                                                                           | NSZK (FRG) · Christian Schliemann · Tobias Frank · Horst-Ulrich Hänel · Carsten Fischer · Andreas Mollandin · Ekkhard Schmidt-Opper · Dirk Brinkmann · Heiner Dopp · Stefan Blöcher · Andreas Keller · Thomas Reck · Thomas Brinkmann · Hanns-Henning Fastrich · Michael Hilgers · Volker Fried · Michael Metz | Hollandia (NED) · Frank Leistra · Marc Benninga · Cees Jan Diepenveen · Maurits Crucq · René Klaassen · Hendrik Jan Kooijman · Marc Delissen · Jacques Brinkmann · Gerrit Jan Schlatmann · Tim Steens · Floris Jan Bovelander · Patrick Faber · Ronald Jansen · Jan Hidde Kruize · Erik Parlevliet · Taco van den Honert                                                               |
| 1992, Barcelona      | Németország (GER) · Andreas Becker · Christian Blunck · Carsten Fischer · Volker Fried · Michael Hilgers · Andreas Keller · Michael Knauth · Oliver Kurtz · Christian Mayerhöfer · Sven Meinhardt · Michael Metz · Klaus Michler · Christopher Reitz · Stefan Saliger · Jan-Peter Tewes · Stefan Tewes                                                                  | Ausztrália (AUS) · John Bestall · Warren Birmingham · Lee Bodimeade · Ashley Carey · Gregory Corbitt · Stephen Davies · Damon Diletti · Lachlan Dreher · Lachlan Elmer · Dean Evans · Paul Lewis · Graham Reid · Jay Stacy · David Wansbrough · Ken Wark · Michael York | Pakisztán (PAK) · Mansoor Ahmed · Muhammad Akhlaq Ahmad · Ahmad Shabaz · Muhammad Asif Bajwa · Khalid Bashir · Wasim Feroz · Musaddiq Hussain · Muhammad Qamar Ibrahim · Khawaja Muhammad Junaid · Muhammad Khalid · Farhat Hassan Khan · Shahid Ali Khan · Rana Mujahid Ali · Anjum Saeed · Muhammad Shabaz · Tahir Zaman                                                             |
| 1996, Atlanta        | Hollandia (NED) · Floris Jan Bovelander · Danny Bree · Jacques Brinkman · Maurits Crucq · Teun de Nooijer · Marc Delissen · Jeroen Delmeé · Ronald Jansen · Erik Jazet · Leo Klein Gebbink · Bram Lomans · Taco van den Honert · Rogier van der Wal · Tycho van Meer · Wouter van Pelt · Remco van Wijk                                                                 | Spanyolország (ESP) · Jaime Amat · Pablo Amat · Javier Arnau · Jordi Arnau · Óscar Barrena · Ignacio Cobos · Juan Dinarés · Juan Escarré · Xavier Escudé · Juantxo García-Mauriño · Antonió Gonzalez · Ramón Jufresa · Joaquin Malgosa · Víctor Pujol · Ramón Sala · Pablo Usoz | Ausztrália (AUS) · Stuart Carruthers · Baeden Choppy · Stephen Davies · Damon Diletti · Lachlan Dreher · Lachlan Elmer · Brendan Garard · Paul Gaudoin · Mark Hager · Paul Lewis · Grant Smith · Matthew Smith · Daniel Sproule · Jay Stacy · Ken Wark · Michael York |
| 2000, Sydney         | Hollandia (NED) · Jacques Brinkman · Jaap Derk Buma · Teun de Nooijer · Jeroen Delmeé · Marten Eikelboom · Piet-Hein Geeris · Ronald Jansen · Erik Jazet · Bram Lomans · Sander van der Weide · Wouter van Pelt · Diederik van Weel · Remco van Wijk · Stephan Veen · Guus Vogels · Peter Wind · Maurits Hendriks (Vezetőedző)                                          | Dél-Korea (KOR) · Csi Szonghvan · Cson Dzsonggvon · Cson Dzsongha · Han Hjongbe · Hvang Dzsonghjon · Im Dzsongcshon · Im Dzsongu · Jo Ungon · Kang Gonuk · Kim Cshonghvan · Kim Dzsongcshol · Kim Gjongszok · Kim Jongbe · Kim Jun · Szo Dzsongho · Szong Szongthe · Kim Szangljul (Vezetőedző) | Ausztrália (AUS) · Michael Brennan · Adam Commens · Stephen Davies · Damon Diletti · Lachlan Dreher · Jason Duff · Troy Elder · James Elmer · Paul Gaudoin · Stephen Holt · Brent Livermore · Daniel Sproule · Jay Stacy · Craig Victory · Matthew Wells · Michael York · Terry Walsh (Vezetőedző)                                                                                     |
| 2004, Athén          | Ausztrália (AUS) · Michael Brennan · Travis Brooks · Dean Butler · Liam De Young · Jamie Dwyer · Nathan Eglington · Troy Elder · Bevan George · Robert Hammond · Mark Hickman · Mark Knowles · Brent Lovermore · Michael McCann · Stephen Mowlam · Grant Schubert · Matthew Wells · Ray Dorsett (Vezetőedző)                                                            | Hollandia (NED) · Matthijs Brouwer · Ronald Brouwer · Jerome Delmeé · Geert-Jan Derikx · Rob Derikx · Marten Eikelboom · Flois Evers · Erik Jazet · Karel Klaver · Jesse Mahieu · Teun de Nooijer · Rob Reckers · Taeke Taekema · Klass Veering · Guus Vogels · Sander van der Weide · Terry Walsh (Vezetőedző) | Németország (GER) · Clemens Arnold · Sebastian Biederlack · Christoph Brechmann · Philipp Crone · Eike Duckowitz · Christoph Eimer · Björn Emmerling · Florian Kunz · Björn Michel · Sashcha Reinelt · Justus Scharowsky · Christian Schulte · Tibor Weissenborn · Timo Wess · Matthias Witthaus · Christopher Zeller · Bernhard Peters (Vezetőedző)                                   |
| 2008, Peking         | Németország (GER) · Philip Witte · Maximilian Müller · Sebastian Biederlack · Carlos Nevado · Moritz Fürste · Jan-Marco Montag · Tobias Hauke · Tibor Weissenborn · Benjamin Wess · Niklas Meinert · Timo Wess · Oliver Korn · Christopher Zeller · Max Weinhold · Matthias Witthaus · Florian Keller · Philipp Zeller · Markus Weise (Vezetőedző)                      | Spanyolország (ESP) · Francisco Cortés · Santiago Freixa · Francisco Fábregas · Victor Sojo · Alex Fábregas · Pol Amat · Eduard Tubau · Roc Oliva · Juan Fernández · Ramón Alegre · Xavier Ribas · Albert Sala · Rodrigo Garza · Sergi Enrique · Eduard Arbós · David Alegre · Maurits Hendriks (Vezetőedző) | Ausztrália (AUS) · Jamie Dwyer · Liam de Young · Rob Hammond · Mark Knowles · Eddie Ockenden · David Guest · Luke Doerner · Grant Schubert · Bevan George · Andrew Smith · Stephen Lambert · Eli Matheson · Matthew Wells · Travis Brooks · Kiel Brown · Fergus Kavanagh · Des Abbott · Barry Dancer (Vezetőedző)                                                                      |
| 2012, London         | Németország (GER) · Maximilian Müller · Martin Häner · Oskar Deecke · Christopher Wesley · Moritz Fürste · Tobias Hauke · Jan-Philipp Rabente · Benjamin Weß · Timo Weß · Oliver Korn · Christopher Zeller · Max Weinhold · Matthias Witthaus · Florian Fuchs · Philipp Zeller · Thilo Stralkowski                                                                      | Hollandia (NED) · Jaap Stockmann · Klaas Vermeulen · Marcel Balkestein · Wouter Jolie · Roderick Weusthof · Robbert Kempermann · Teun de Nooijer · Sander Baart · Floris Evers · Bob de Voogd · Sander de Wijn · Rogier Hofman · Robert van der Horst · Billy Bakker · Valentin Verga · Mink van der Weerden | Ausztrália (AUS) · Mark Knowles · Jamie Dwyer · Liam de Young · Simon Orchard · Glenn Turner · Chris Ciriello · Matthew Butturini · Russell Ford · Eddie Ockenden · Joel Carroll · Matthew Gohdes · Tim Deavin · Matthew Swann · Nathan Burgers · Kieran Govers · Fergus Kavanagh |
| 2016, Rio de Janeiro | Argentína (ARG) · Juan Manuel Vivaldi · Gonzalo Peillat · Juan Ignacio Gilardi · Facundo Callioni · Lucas Rey · Matías Paredes · Joaquín Menini · Lucas Vila · Ignacio Ortiz · Juan Martín López · Juan Manuel Saladino · Matías Rey · Manuel Brunet · Agustín Mazzilli · Lucas Rossi · Pedro Ibarra                                                                    | Belgium (BEL) · Arthur Van Doren · John-John Dohmen · Florent van Aubel · Sebastien Dockier · Cédric Charlier · Gauthier Boccard · Emmanuel Stockbroekx · Thomas Briels · Félix Denayer · Vincent Vanasch · Simon Gougnard · Loïck Luypaert · Tom Boon · Jérôme Truyens · Elliot Van Strydonck · Tanguy Cosyns | Németország (GER) · Nicolas Jacobi · Matthias Müller · Linus Butt · Martin Häner · Moritz Trompertz · Mats Grambusch · Christopher Wesley · Timm Herzbruch · Tobias Hauke · Tom Grambusch · Christopher Rühr · Martin Zwicker · Moritz Fürste · Florian Fuchs · Timur Oruz · Niklas Wellen                                                                                             |
| 2020, Tokió          | Belgium (BEL) · Gauthier Boccard · Tom Boon · Thomas Briels · Cédric Charlier · Félix Denayer · Nicolas De Kerpel · Arthur De Sloover · Sébastien Dockier · John-John Dohmen · Simon Gougnard · Alexander Hendrickx · Antoine Kina · Loïck Luypaert · Augustin Meurmans · Victor Wegnez · Vincent Vanasch · Florent Van Aubel · Arthur Van Doren                        | Ausztrália (AUS) · Daniel Beale · Joshua Beltz · Tim Brand · Andrew Charter · Tom Craig · Matt Dawson · Blake Govers · Jeremy Hayward · Tim Howard · Dylan Martin · Trent Mitton · Eddie Ockenden · Flynn Ogilvie · Lachlan Sharp · Joshua Simmonds · Jacob Whetton · Tom Wickham · Aran Zalewski | India (IND) · Surender Kumar · Varun Kumar · Birendra Lakra · Vivek Prasad · Dilpreet Singh · Gurjant Singh · Harmanpreet Singh · Hardik Singh · Mandeep Singh · Manpreet Singh · Rupinder Pal Singh · Shamsher Singh · Simranjeet Singh · Nilakanta Sharma · P. R. Sreejesh · Sumit · Lalit Upadhyay · Amit Rohidas                                                                   |
| 2024, Párizs         | Hollandia (NED) · Thierry Brinkman · Jip Janssen · Lars Balk · Jonas de Geus · Thijs van Dam · Seve van Ass · Jorrit Croon · Justen Blok · Derck de Vilder · Floris Wortelboer · Tjep Hoedemakers · Koen Bijen · Joep de Mol · Pirmin Blaak · Tijmen Reyenga · Duco Telgenkamp · Floris Middendorp                                                                      | Németország (GER) · Mats Grambusch · Mathias Müller · Lukas Windfeder · Niklas Wellen · Johannes Große · Thies Prinz · Paul-Philipp Kaufmann · Teo Hinrichs · Tom Grambusch · Gonzalo Peillat · Christopher Rühr · Justus Weigand · Marco Miltkau · Martin Zwicker · Hannes Müller · Malte Hellwig · Moritz Ludwig · Jean Danneberg | India (IND) · Harmanpreet Singh · Jarmanpreet Singh · Abhishek Nain · Manpreet Singh · Hardik Singh · Gurjant Singh · Sanjay Rana · Mandeep Singh · Lalit Upadhyay · P. R. Sreejesh · Sumit Walmiki · Shamsher Singh · Raj Kumar Pal · Amit Rohidas · Vivek Prasad · Sukhjeet Singh |

### Férfi éremtáblázat
| A nyári olimpiai játékok éremtáblázata férfi gyeplabdában | A nyári olimpiai játékok éremtáblázata férfi gyeplabdában | A nyári olimpiai játékok éremtáblázata férfi gyeplabdában | A nyári olimpiai játékok éremtáblázata férfi gyeplabdában | A nyári olimpiai játékok éremtáblázata férfi gyeplabdában | Olimpia  |
| --------------------------------------------------------- | --------------------------------------------------------- | --------------------------------------------------------- | --------------------------------------------------------- | --------------------------------------------------------- | -------- |
|                                                           | Ország                                                    | Arany                                                     | Ezüst                                                     | Bronz                                                     | Összesen |
| 1.                                                        | India (IND)                                               | 8                                                         | 1                                                         | 4                                                         | 13       |
| 2.                                                        | Hollandia (NED)                                           | 3                                                         | 4                                                         | 3                                                         | 10       |
| 3.                                                        | Pakisztán (PAK)                                           | 3                                                         | 3                                                         | 2                                                         | 8        |
| 4.                                                        | Nagy-Britannia (GBR)                                      | 3                                                         | 2                                                         | 4                                                         | 9        |
| 5.                                                        | Németország (GER)                                         | 3                                                         | 2                                                         | 3                                                         | 8        |
| 6.                                                        | Ausztrália (AUS)                                          | 1                                                         | 4                                                         | 5                                                         | 10       |
| 7.                                                        | NSZK (FRG)                                                | 1                                                         | 2                                                         | 0                                                         | 3        |
| 8.                                                        | Belgium (BEL)                                             | 1                                                         | 1                                                         | 1                                                         | 3        |
| 9.                                                        | Argentína (ARG)                                           | 1                                                         | 0                                                         | 0                                                         | 1        |
| 9.                                                        | Új-Zéland (NZL)                                           | 1                                                         | 0                                                         | 0                                                         | 1        |
|                                                           |                                                           |                                                           |                                                           |                                                           |          |
| 11.                                                       | Spanyolország (ESP)                                       | 0                                                         | 3                                                         | 1                                                         | 4        |
| 12.                                                       | Dánia (DEN)                                               | 0                                                         | 1                                                         | 0                                                         | 1        |
| 12.                                                       | Japán (JPN)                                               | 0                                                         | 1                                                         | 0                                                         | 1        |
| 12.                                                       | Dél-Korea (KOR)                                           | 0                                                         | 1                                                         | 0                                                         | 1        |
|                                                           |                                                           |                                                           |                                                           |                                                           |          |
| 14.                                                       | Egyesült Német Csapat (EUA)                               | 0                                                         | 0                                                         | 1                                                         | 1        |
| 14.                                                       | Szovjetunió (URS)                                         | 0                                                         | 0                                                         | 1                                                         | 1        |
| 14.                                                       | Egyesült Államok (USA)                                    | 0                                                         | 0                                                         | 1                                                         | 1        |
|                                                           |                                                           |                                                           |                                                           |                                                           |          |
| Összesen                                                  | Összesen                                                  | 25                                                        | 25                                                        | 26                                                        | 76       |

## Nők
| Olimpia              | Arany | Ezüst | Bronz |
| 1980, Moszkva        | Zimbabwe (ZIM) · Sarah English · Ann Mary Grant · Brenda Joan Phillips · Patricia Jean McKillop · Sonia Robertson · Patricia Davies · Maureen George · Linda Watson · Susan Huggett · Gillian Cowley · Liz Chase · Sandra Chick · Helen Volk · Christine Prinsloo · Anthea Stewart · Arlene Nadine Boxhall                                                                                   | Csehszlovákia (TCH) · Jarmila Králíčková · Berta Hrubá · Iveta Šranková · Lenka Vymazalová · Jiřina Křížová · Jiřina Kadlecová · Jiřina Čermáková · Marta Urbanová · Květoslava Petříčková · Marie Sýkorová · Ida Hubáčková · Milada Blažková · Jana Lahodová · Alena Kyselicová · Jiřina Hájková · Viera Podhányiová | Szovjetunió (URS) · Galina Inzsuvatova · Nelli Gorbatkova · Valentyina Zazdravnih · Nagyezsda Ovecskina · Natyella Krasznyikova · Natalja Bikova · Ligyija Glubokova · Galina Vjuzsanyina · Natalja Buzunova · Lejla Ahmerova · Nagyezsda Filippova · Jelena Gurjeva · Tatyjana Jembahtova · Tatyjana Sviganova · Alina Ham · Ljudmila Frolova                                           |
| 1984, Los Angeles    | Hollandia (NED) · Bernadette de Beus · Alette Pos · Margriet Zeghers · Laurien Willemse · Marjolein Eysvogel · Josephine "Fieke" Boekhorst · Carina Benninga · Alexandra LePoole · Francisca Hillen · Marieke van Doorn · Sophie von Weiler · Aletta van Manen · Irene Hendriks · Elisabeth Sevens · Martine Ohr · Anneloes Nieuwenhuizen                                                    | NSZK (FRG) · Ursula "Ulla" Thielemann · Beate Deininger · Christina Moser · Hella Roth · Dagmar Breiken · Birgit Hagen · Birgit Hahn · Gabriele "Gaby" Appel · Andrea Weiermann-Lietz · Corinna Lingnau · Martina Koch · Gabriele Schley · Patricia Ott · Susanne Schmid · Sigrid Landgraf · Elke Drüll | Egyesült Államok (USA) · Gwen Cheeseman · Beth Anders · Kathleen McGahey · Anita Miller · Regina Buggy · Christine Larson-Mason · Beth Beglin · Marcella Place · Julie Staver · Diane Moyer · Sheryl Johnson · Charlene Morett · Karen Shelton · Brenda Stauffer · Leslie Milne · Judy Strong                                                                                            |
| 1988, Szöul          | Ausztrália (AUS) · Kathleen Partridge · Elspeth Clement · Liane Tooth · Loretta Dorman · Laooraine Hillas · Michelle Capes · Sandra Pisani · Deborah Bowmas · Lee Capes · Kim Small · Sally Carbon · Jacqueline Pereira · Tracey Lee Belbin · Rechelle Hawkes · Sharon Patmore · Maree Fish                                                                                                  | Dél-Korea (KOR) · Kim Miszon · OK-Kyung Han · Csang Undzsong · Choon-Ok Choi · Soon-Duk Kim · Sang-Hyun Chung · Won-Sim Kim · Keum-Sook Hwang · Ki-Hyang Cho · Kwang-Mi Suh · Soon-Ja Park · Young-Sook Kim · Hyo-Sun Suh · Kye-Sook Lim · Eun-Kyung Chung · Keum-Sil Han | Hollandia (NED) · Bernadette de Beus · Yvonne Buter · Willemien Aardenburg · Laurien Willemse · Marjolein Bolhuis-Eysvogel · Lisanne Lejeune · Carina Benninga · Annemieke Fokke · Ingrid Wolff · Marieke van Doorn · Sophie von Weiler · Aletta van Manen · Noor Holsboer · Helena van der Ben · Martine Ohr · Anneloes Nieuwenhuizen                                                   |
| 1992, Barcelona      | Spanyolország (ESP) · Maria Barea Cobos · Sonia Barrio Gutierrez · Mercedes Coghen Alberdingk · Natalia Dorado Gomez · Nagore Cabellanes Marieta · Maria Gonzales Laguillo · Ana Maiques Dern · Silvia Manrique Perez · Elisabeth Maragall Verge · Teresa Motos Iceta · Núria Olivé Vancells · Virginia Ramírez Merino · Maria Rodríguez Suarez · Maider Tellería Goni · María Isabel Embara | Németország (GER) · Britta Becker · Tanja Dickenscheid · Nadine Ernsting-Krienke · Christine Ferneck · Eva Hagenbäumer · Franziska Hentschel · Caren Jungjohann · Katrin Kauschke · Irina Kuhnt · Heike Lätzsch · Susanne Müller · Kristina Peters · Simone Thomaschinski · Bianca Weiß · Anke Wild · Susanne Wollschläger | Nagy-Britannia (GBR) · Gillian Atkins · Lisa Bayliss · Karen Brown · Victoria Dixon · Susan Fraser · Wendy Fraser · Kathryn Johnson · Sandra Lister · Jackie McWilliams · Tammy Miller · Helen Morgan · Mary Nevill · Mandy Nicholls · Alison Ramsay · Jane Sixsmith · Joanne Thompson                                                                                                   |
| 1996, Atlanta        | Ausztrália (AUS) · Katie Allen · Michelle Andrews · Alyson Annan · Louise Dobson · Renita Farrell · Juliet Haslam · Rechelle Hawkes · Clover Maitland · Karen Marsden · Claire Mitchell-Taverner · Jenny Morris · Nikki Mott · Alison Peek · Jackie Pereira · Nova Peris-Kneebone · Katrina Powel                                                                                            | Dél-Korea (KOR) · Ju Dzseszuk · Cshö Ungjong · Cso Undzsong · O Szungszin · Im Dzsongszuk · Kim Mjongok · Csang Undzsong · I Dzsijong · I Ungjong · Kvon Szuhjon · U Hjondzsong · Cshö Miszun · I Unjong · Cson Jongszon · Kvon Cshangszuk · Csin Dokszan | Hollandia (NED) · Ageeth Boomgaardt · Stelle de Heij · Wietske de Ruiter · Wilhelmina Donners · Willemijn Duyster · Wendy Fortuin · Eleonoor Holsboer · Nicole Koolen · Ellen Kuipers · Jeannette Lewin · Suzanne Plesman · Florentine Steenberghe · Josepha Teeuwen · Carole Thate · Jacquelin Toxopeus                                                                                 |
| 2000, Sydney         | Ausztrália (AUS) · Kate Allen · Alyson Annan · Lisa Carruthers · Renita Garrard · Juliet Haslam · Rechelle Hawkes · Nikki Hudson · Rachel Imison · Clover Maitland · Claire Mitchell-Taverner · Jenny Morris · Alison Peek · Katrina Powell · Angie Skirving · Kate Starre · Julie Towers · Ric Charlesworth (Vezetőedző)                                                                    | Argentína (ARG) · Magdalena Aicega · Mariela Antoniska · Inés Arrondo · Luciana Aymar · Paz Ferrari · Annabel Gambero · Agustina Garcia · María de la Plaz Hernandez · Laura Maiztegui · Mercedes Margalot · Karina Masotta · Vanina Oneto · Jorgelina Rimoldi · Cecilia Rognoni · Ayelén Stepnik · Paola Vukojicic · Sergio Vigil (Vezetőedző) | Hollandia (NED) · Minke Booij · Ageeth Boomgaardt · Julie Deiters · Mijntje Donners · Fátima Moreira de Melo · Clarinda Sinnige · Hanneke Smabers · Minke Smabers · Margje Teeuwen · Carole Thate · Daphne Touw · Fleur van de Kieft · Dillianne van den Boogaard · Macha van der Vaart · Susan van der Wielen · Myrna Veenstra · Tom van 't Hek (Vezetőedző)                            |
| 2004, Athén          | Németország (GER) · Tina Bach · Caroline Casaretto · Nadine Ernsting Krienke · Franziska Gude · Mandy Haase · Natascha Keller · Denise Klecker · Anke Kühn · Heike Lätzsch · Badri Latif · Sonja Lehman · Silke Müller · Fanny Rinnie · Marion Rodewald · Louisa Walter · Julia Zwehl · Carola Morgenstern-Meyer (Vezetőedző)                                                                | Hollandia (NED) · Minke Booij · Ageeth Boomgaardt · Chantal de Bruin · Mijntje Donners · Miek van Geehuizen · Sylvia Karres · Lieve van Kessel · Fatima Moreira de Melo · Eefke Mulder · Lisanne de Roever · Maartje Scheepstra · Janneke Schopman · Clarinda Sinnige · Minke Smabers · Jiske Snoeks · Macha van der Vaardt · Marc Lammers (Vezetőedző) | Argentína (ARG) · Magdalena M. Aicega · Mariela A. Antoniska · Inés Arrondo · Luciana P. Aymar · Claudia I. Burkart · Agustina S. García · Marina E. di Giacomo · Mariana A. González Oliva · Alejandra L. Gulla · María de la Paz Hernández · Mercedes M. Margalot · Vanina P. Oneto · Cecilia Rognoni · Marine Russo · Ayelén I. Stepnik · Paola Vukojicic · Sergio Vigil (Vezetőedző) |
| 2008, Peking         | Hollandia (NED) · Maartje Goderie · Maartje Paumen · Naomi van As · Minke Smabers · Marilyn Agliotti · Minke Booij · Wieke Dijkstra · Floortje Engels · Sophie Polkamp · Ellen Hoog · Lidewij Welten · Lisanne de Roever · Kelly Jonker · Miek van Geenhuizen · Eva de Goede · Janneke Schopman · Eefke Mulder · Fatima Moreira de Melo · Marc Lammers (Vezetőedző)                          | Kína (CHN) · Csang Ji-meng (Zhang Yimeng) · Pan Feng-csen (Pan Fengzhen) · Ma Ji-po (Ma Yibo) · Csen Csao-hszia (Chen Zhaoxia) · Cseng Huj (Cheng Hui) · Huang Csün-hszia (Huang Junxia) · Fu Pao-zsung (Fu Baorong) · Li Suang (Li Shuang) · Kao Li-hua (Gao Lihua) · Tang Csun-ling (Tang Chunling) · Csou Van-feng (Zhou Wanfeng) · Li Hung-hszia (Li Hongxia) · Zsen Je (Ren Ye) · Csen Csiu-csi (Chen Qiuqi) · Csao Jü-tiao (Zhao Yudiao) · Szung Csing-ling (Song Qingling) · Szun Csen (Sun Zhen) · Li Aj-li (Li Aili) · Kim Chang-Back (Vezetőedző) | Argentína (ARG) · Paola Vukojicic · Belén Succi · Magdalena Aicega · Mercedes Margalot · Mariana Rossi · Noel Barrionuevo · Gisele Kañevsky · Claudia Burkart · Luciana Aymar · Mariné Russo · Mariana González Oliva · Soledad García · Alejandra Gulla · María de la Paz Hernández · Carla Rebecchi · Rosario Luchetti · Gabriel Minadeo (Vezetőedző)                                  |
| 2012, London         | Hollandia (NED) · Kitty van Male · Carlien Dirkse van den Heuvel · Kelly Jonker · Maartje Goderie · Lidewij Welten · Maartje Paumen · Naomi van As · Ellen Hoog · Sophie Polkamp · Joyce Sombroek · Kim Lammers · Eva de Goede · Marilyn Agliotti · Merel de Blaeij · Margot van Geffen · Caia van Maasakker                                                                                 | Argentína (ARG) · Laura del Colle · Rosario Luchetti · Ana Macarena Rodriguez Perez · Luciana Aymar · Carla Rebecchi · Delfina Merino · Martina Cavallero · Florencia Habif · Rocio Sanchez Moccia · Daniela Sruoga · Sofia Maccari · Mariela Scarone · Silvina D'Elia · Noel Barrionuevo · Maria Josefina Sruoga · Maria Florencia Mutio | Nagy-Britannia (GBR) · Beth Storry · Emile Maguire · Laura Unsworth · Crista Cullen · Hannah MacLeod · Anne Panter · Helen Richardson · Kate Walsh · Chloe Rogers · Laura Bartlett · Alex Danson · Georgie Twigg · Ashleigh Ball · Sally Walton · Nicola White · Sarah Thomas |
| 2016, Rio de Janeiro | Nagy-Britannia (GBR) · Maddie Hinch · Laura Unsworth · Crista Cullen · Hannah Macleod · Georgie Twigg · Helen Richardson-Walsh · Susannah Townsend · Kate Richardson-Walsh · Sam Quek · Alex Danson · Giselle Ansley · Sophie Bray · Hollie Webb · Shona McCallin · Lily Owsley · Nicola White                                                                                               | Hollandia (NED) · Joyce Sombroek · Xan de Waard · Kitty van Male · Laurien Leurink · Willemijn Bos · Marloes Keetels · Carlien Dirkse van den Heuvel · Kelly Jonker · Maria Verschoor · Lidewij Welten · Caia van Maasakker · Maartje Paumen · Naomi van As · Ellen Hoog · Margot van Geffen · Eva de Goede | Németország (GER) · Nike Lorenz · Selin Oruz · Anne Schröder · Lisa Schütze · Charlotte Stapenhorst · Katharina Otte · Janne Müller-Wieland · Hannah Krüger · Jana Teschke · Lisa Altenburg · Franzisca Hauke · Cécile Pieper · Marie Mävers · Annika Sprink · Julia Müller · Pia-Sophie Oldhafer · Kristina Reynolds                                                                    |
| 2020, Tokió          | Hollandia (NED) · Felice Albers · Eva de Goede · Xan de Waard · Marloes Keetels · Josine Koning · Sanne Koolen · Laurien Leurink · Frédérique Matla · Laura Nunnink · Malou Pheninckx · Pien Sanders · Lauren Stam · Margot van Geffen · Caia van Maasakker · Maria Verschoor · Lidewij Welten                                                                                               | Argentína (ARG) · Agustina Albertario · Agostina Alonso · Noel Barrionuevo · Valentina Costa Biondi · Emilia Forcherio · Agustina Gorzelany · María José Granatto · Victoria Granatto · Julieta Jankunas · Sofía Maccari · Delfina Merino · Valentina Raposo · Rocío Sánchez Moccia · Micaela Retegui · Victoria Sauze · Belén Succi · Sofía Toccalino · Eugenia Trinchinetti | Nagy-Britannia (GBR) · Giselle Ansley · Grace Balsdon · Fiona Crackles · Maddie Hinch · Sarah Jones · Hannah Martin · Shona McCallin · Lily Owsley · Hollie Pearne-Webb · Isabelle Petter · Ellie Rayer · Sarah Robertson · Anna Toman · Susannah Townsend · Laura Unsworth · Leah Wilkinson                                                                                             |
| 2024, Párizs         | Hollandia (NED) · Xan de Waard · Anne Veenendaal · Luna Fokke · Freeke Moes · Lisa Post · Yibbi Jansen · Renée van Laarhoven · Felice Albers · Maria Verschoor · Sanne Koolen · Frédérique Matla · Joosje Burg · Marleen Jochems · Pien Sanders · Marijn Veen · Laura Nunnink · Pien Dicke                                                                                                   | Kína (CHN) · Ou Ce-hszia (Ou Zixia) · Je Csiao (Ye Jiao) · Ku Ping-feng (Gu Bingfeng) · Jang Liu (Yang Liu) · Csang Jing (Zhang Ying) · Csen Ji (Chen Yi) · Ma Ning · Li Hung (Li Hong) · Tan Ven (Dan Wen) · Cou Mej-zsung (Zou Meirong) · Ho Csiang-hszin (He Jiangxin) · Fan Jün-hszia (Fan Yunxia) · Csen Jang (Chen Yang) · Hszü Ven-jü (Xu Wenyu) · Csung Csia-csi (Zhong Jiaqi) · Tan Csin-csuang (Tan Jinzhuang) · Jü An-huj (Yu Anhui) | Argentína (ARG) · Rocío Sánchez Moccia · Sofía Toccalino · Agustina Gorzelany · Valentina Raposo · Agostina Alonso · Agustina Albertario · María José Granatto · Cristina Cosentino · Victoria Sauze · Sofía Cairó · Eugenia Trinchinetti · Lara Casas · Juana Castellaro · Pilar Campoy · Julieta Jankunas · Zoe Díaz                                                                   |

### Női éremtáblázat
| A nyári olimpiai játékok éremtáblázata női gyeplabdában | A nyári olimpiai játékok éremtáblázata női gyeplabdában | A nyári olimpiai játékok éremtáblázata női gyeplabdában | A nyári olimpiai játékok éremtáblázata női gyeplabdában | A nyári olimpiai játékok éremtáblázata női gyeplabdában | Olimpia  |
| ------------------------------------------------------- | ------------------------------------------------------- | ------------------------------------------------------- | ------------------------------------------------------- | ------------------------------------------------------- | -------- |
|                                                         | Ország                                                  | Arany                                                   | Ezüst                                                   | Bronz                                                   | Összesen |
| 1.                                                      | Hollandia (NED)                                         | 5                                                       | 2                                                       | 3                                                       | 10       |
| 2.                                                      | Ausztrália (AUS)                                        | 3                                                       | 0                                                       | 0                                                       | 3        |
| 3.                                                      | Németország (GER)                                       | 1                                                       | 1                                                       | 1                                                       | 3        |
| 4.                                                      | Nagy-Britannia (GBR)                                    | 1                                                       | 0                                                       | 3                                                       | 4        |
| 5.                                                      | Spanyolország (ESP)                                     | 1                                                       | 0                                                       | 0                                                       | 1        |
| 5.                                                      | Zimbabwe (ZIM)                                          | 1                                                       | 0                                                       | 0                                                       | 1        |
|                                                         |                                                         |                                                         |                                                         |                                                         |          |
| 7.                                                      | Argentína (ARG)                                         | 0                                                       | 3                                                       | 3                                                       | 6        |
| 8.                                                      | Dél-Korea (KOR)                                         | 0                                                       | 2                                                       | 0                                                       | 2        |
| 8.                                                      | Kína (CHN)                                              | 0                                                       | 2                                                       | 0                                                       | 2        |
| 10.                                                     | NSZK (FRG)                                              | 0                                                       | 1                                                       | 0                                                       | 1        |
| 10.                                                     | Csehszlovákia (TCH)                                     | 0                                                       | 1                                                       | 0                                                       | 1        |
|                                                         |                                                         |                                                         |                                                         |                                                         |          |
| 12.                                                     | Szovjetunió (URS)                                       | 0                                                       | 0                                                       | 1                                                       | 1        |
| 12.                                                     | Egyesült Államok (USA)                                  | 0                                                       | 0                                                       | 1                                                       | 1        |
|                                                         |                                                         |                                                         |                                                         |                                                         |          |
| Összesen                                                | Összesen                                                | 12                                                      | 12                                                      | 12                                                      | 36       |